# Новоивановский сельский совет (Генический район)
Новоивановский сельский совет (укр. Новоіванівська сільська рада) — входит в состав
Генического района
Херсонской области
Украины.
Административный центр сельского совета находится в 
с. Новоивановка
.

## История
- 1923 — дата образования.

## Населённые пункты совета
- с. Новоивановка
- с. Пробужденье